# Vriesea vagans
Vriesea vagans là một loài thuộc chi Vriesea. Đây là loài bản địa của Brasil.